# La Chapelle-Rablais
La Chapelle-Rablais és un municipi francès, situat al departament del Sena i Marne i a la regió de Illa de França. L'any 2007 tenia 905 habitants.
Forma part del cantó de Nangis, del districte de Provins i de la Comunitat de comunes de la Brie Nangissienne.

## Demografia

### Població
El 2007 la població de fet de La Chapelle-Rablais era de 905 persones. Hi havia 307 famílies, de les quals 43 eren unipersonals (31 homes vivint sols i 12 dones vivint soles), 94 parelles sense fills, 146 parelles amb fills i 24 famílies monoparentals amb fills.
La població ha evolucionat segons el següent gràfic:
Habitants censats

### Habitatges
El 2007 hi havia 347 habitatges, 311 eren l'habitatge principal de la família, 25 eren segones residències i 11 estaven desocupats. 341 eren cases i 5 eren apartaments. Dels 311 habitatges principals, 289 estaven ocupats pels seus propietaris, 19 estaven llogats i ocupats pels llogaters i 3 estaven cedits a títol gratuït; 3 tenien una cambra, 4 en tenien dues, 27 en tenien tres, 80 en tenien quatre i 198 en tenien cinc o més. 238 habitatges disposaven pel capbaix d'una plaça de pàrquing. A 101 habitatges hi havia un automòbil i a 198 n'hi havia dos o més.

### Piràmide de població
La piràmide de població per edats i sexe el 2009 era:
| Homes | Edats   | Dones |
| ----- | ------- | ----- |
| 0     | 95 o +  | 0     |
| 0     | 90 a 94 | 0     |
| 4     | 85 a 89 | 4     |
| 0     | 80 a 84 | 4     |
| 0     | 75 a 79 | 0     |
| 16    | 70 a 74 | 12    |
| 8     | 65 a 69 | 12    |
| 12    | 60 a 64 | 4     |
| 20    | 55 a 59 | 12    |
| 40    | 50 a 54 | 28    |
| 36    | 45 a 49 | 32    |
| 40    | 40 a 44 | 52    |
| 20    | 35 a 39 | 36    |
| 24    | 30 a 34 | 32    |
| 16    | 25 a 29 | 8     |
| 32    | 20 a 24 | 20    |
| 64    | 15 a 19 | 28    |
| 36    | 10 a 14 | 44    |
| 32    | 5 a 9   | 24    |
| 4     | 0 a 4   | 24    |

## Economia
El 2007 la població en edat de treballar era de 628 persones, 474 eren actives i 154 eren inactives. De les 474 persones actives 443 estaven ocupades (238 homes i 205 dones) i 31 estaven aturades (14 homes i 17 dones). De les 154 persones inactives 61 estaven jubilades, 56 estaven estudiant i 37 estaven classificades com a «altres inactius».

### Ingressos
El 2009 a La Chapelle-Rablais hi havia 315 unitats fiscals que integraven 945 persones, la mediana anual d'ingressos fiscals per persona era de 21.341 €.

### Activitats econòmiques
Dels 23 establiments que hi havia el 2007, 1 era d'una empresa alimentària, 2 d'empreses de fabricació d'altres productes industrials, 4 d'empreses de construcció, 1 d'una empresa de comerç i reparació d'automòbils, 1 d'una empresa de transport, 4 d'empreses d'hostatgeria i restauració, 3 d'empreses d'informació i comunicació, 1 d'una empresa immobiliària, 3 d'empreses de serveis, 1 d'una entitat de l'administració pública i 2 d'empreses classificades com a «altres activitats de serveis».
Dels 6 establiments de servei als particulars que hi havia el 2009, 1 era un paleta, 1 guixaire pintor, 1 fusteria, 1 perruqueria, 1 restaurant i 1 agència immobiliària.
L'any 2000 a La Chapelle-Rablais hi havia 4 explotacions agrícoles.

## Equipaments sanitaris i escolars
El 2009 hi havia una escola elemental integrada dins d'un grup escolar amb les comunes properes formant una escola dispersa.

## Poblacions més properes
El següent diagrama mostra les poblacions més properes.